# Музей редких книг
Музей редких книг «Ғылым Ордасы» — музей Национальной Академии наук Казахстана, находящийся в комплексе Ғылым ордасы (Алма-Ата, Казахстан).

## История
В соответствии с Приказом Комитета по науке Министерства образования и науки Республики Казахстан от 1 июня 2010 года № 35-ПР, с целью сохранения, изучения и популяризации музеев и коллекций, широкого распространения научного, исторического и культурного наследия и проведения научно-исследовательских и культурно-просветительских работ в ведении центра «Гылым ордасы» создавался Музей редких книг.
Формирование коллекции продолжалось на протяжении двух лет. В фонд музея вошли порядка 500 экспонатов, имеются первые издания трудов учёных-просветителей и первые печатные книги казахского устного творчества. Он открыл свои двери в 2012 году в здании Академии наук Казахстана.
Сотрудники Музея редких книг ведут исследования по таким проблемам, как рукописное наследие и духовность, современные проблемы изучения рукописных книг и казахская книжная культура первой половины XX века. С целью изучения зарубежного опыта работы с фондами редких книг сотрудники Музея посетили Германию в ноябре 2012 года Национальную библиотеку в Берлине и государственную библиотеку в Лейпциге.

## Экспозиция
Экспозиция музея основана на базе фонда Центральной научной библиотеки древних рукописей и раритетов. Она содержит исторические, культурные и научные рукописи и книги, созданные на просторах казахской степи и за ее пределами. Цель — показать культурно-историческое наследие XIII—XX веков, имеющее социально-историческое значение. В музее также есть книги первого издания интеллигенции «Алаш».